# Манаскван (Нью-Джерсі)
Манаскван (англ. Manasquan) — місто (англ. borough) в США, в окрузі Монмаут штату Нью-Джерсі. Населення — 5938 осіб (2020).

## Географія
Манаскван розташований за координатами 40°6′47″ пн. ш. 74°2′13″ зх. д. / 40.11306° пн. ш. 74.03694° зх. д. (40.113032, -74.036886).  За даними Бюро перепису населення США в 2010 році місто мало площу 6,55 км², з яких 3,58 км² — суходіл та 2,97 км² — водойми.

### Клімат
| Клімат : Манаскван      | Клімат : Манаскван | Клімат : Манаскван | Клімат : Манаскван | Клімат : Манаскван | Клімат : Манаскван | Клімат : Манаскван | Клімат : Манаскван | Клімат : Манаскван | Клімат : Манаскван | Клімат : Манаскван | Клімат : Манаскван | Клімат : Манаскван | Клімат : Манаскван |
| Показник                | Січ.               | Лют.               | Бер.               | Квіт.              | Трав.              | Черв.              | Лип.               | Серп.              | Вер.               | Жовт.              | Лист.              | Груд.              | Рік                |
| Середній максимум, °C   | 4,4                | 5,9                | 9,5                | 14,8               | 20,3               | 25,3               | 28,4               | 27,7               | 24,3               | 18,4               | 12,8               | 7,3                | 16,7               |
| Середня температура, °C | 0,2                | 1,5                | 4,9                | 10,2               | 15,6               | 20,8               | 23,9               | 23,3               | 19,7               | 13,5               | 8,4                | 3,1                | 12,1               |
| Середній мінімум, °C    | −3,9               | −2,9               | 0,4                | 5,5                | 10,8               | 16,2               | 19,4               | 18,9               | 15,0               | 8,5                | 3,9                | −1,1               | 7,6                |
| Норма опадів, мм        | 93                 | 79                 | 106                | 102                | 88                 | 93                 | 120                | 113                | 87                 | 95                 | 103                | 103                | 1181               |
| Вологість повітря, %    | 64.9               | 62.0               | 60.8               | 62.1               | 65.7               | 70.3               | 69.2               | 71.2               | 71.1               | 69.6               | 67.8               | 65.8               | 66.7               |
| ----------------------- | ------------------ | ------------------ | ------------------ | ------------------ | ------------------ | ------------------ | ------------------ | ------------------ | ------------------ | ------------------ | ------------------ | ------------------ | ------------------ |
| Джерело: PRISM          |                    |                    |                    |                    |                    |                    |                    |                    |                    |                    |                    |                    |                    |

## Демографія
Згідно з переписом 2010 року, у селищі мешкало 5897 осіб у 2374 домогосподарствах у складі 1551 родини. Було 3500 помешкань
Расовий склад населення:
| - 96,1 % — білих - 0,6 % — азіатів - 0,3 % — чорних або афроамериканців - 1,9 % — осіб інших рас |

До двох чи більше рас належало 1,1 %. Частка іспаномовних становила 7,0 % від усіх жителів.
За віковим діапазоном населення розподілялося таким чином: 23,3 % — особи молодші 18 років, 60,4 % — особи у віці 18—64 років, 16,3 % — особи у віці 65 років та старші. Медіана віку мешканця становила 43,5 року. На 100 осіб жіночої статі у селищі припадало 95,3 чоловіків;  на 100 жінок у віці від 18 років та старших — 91,4 чоловіків також старших 18 років.
Середній дохід на одне домашнє господарство  становив 125 443 долари США (медіана — 93 200), а середній дохід на одну сім'ю — 147 175 доларів (медіана — 114 286). За межею бідності перебувало 5,9 % осіб, у тому числі 5,7 % дітей у віці до 18 років та 3,8 % осіб у віці 65 років та старших.
Цивільне працевлаштоване населення становило 3064 особи. Основні галузі зайнятості: освіта, охорона здоров'я та соціальна допомога — 22,1 %, мистецтво, розваги та відпочинок — 16,9 %, роздрібна торгівля — 10,6 %, науковці, спеціалісти, менеджери — 10,5 %.